# Issaschar-Beer Bloch
Issaschar-Beer Bloch, auch Beer Hamburg (geboren ca. 1730 in Hamburg; gestorben am 2. Februar 1798 in Mattersburg, Burgenland) war ein deutscher Rabbiner.

## Leben
Issaschar-Beer Bloch war der Sohn des Hamburger Klausrabbiners und Dajans Samson Bloch („he-Chossid“, gestorben 1738).
Bloch war Schüler von Jonathan Eibeschütz in Altona und von Ezechiel Landau in Prag. Er heiratete die Tochter des Rabbiners Zwi-Hirsch in Loschitz in Mähren.
Bloch war Rabbiner in Eibenschütz. 1768 war er Nachfolger von Ephraim Zülz als Rabbiner in Kojetein, 1778 Rabbiner in Tobitschau, ungefähr 1780 in Szenitz, Slowakei, 1793 in Boskowitz (Mähren), 1796 in Mattersburg (Burgenland). Sein Nachfolger dort war Moses Sofer.
Bloch war Teilnehmer der Synode der Siebengemeinden des Burgenlands in Ödenburg im Jahre 1798.
Blochs Adoptivsohn Jacob  war der erste Rabbiner in Nádasd, Ungarn.

## Veröffentlichungen (Auswahl)
- Bīnath Yiśśāśchār. Homilien, im Anhang: Däräch Yāhīd. Darstellung der rabbinischen Priestergesetze in Versform, Prag 1785, 75 Bl.
- Halachische Korrespondenz mit Ezechiel Landau in dessen Nōdā‘ bĪhūdāh. Band I, YD Nr. 90–93, 1776.
- Halachische Korrespondenz mit Moses Sofer in dessen Responsen.
- Approbation. Boskowitz 1794. In: Leopold Löwenstein: Mafteah ha-haskāmōth. Index Approbationum. Frankfurt am Main 1923; Nachdruck Hildesheim und New York 2003, S. 35.